# توسون‌چنگل (خوفسگول)
شهرستان توسون‌چِنگِل (به زبان مغولی: Тосонцэнгэл сум، [Tosoncengel sum]؛ ᠲᠣᠰᠤᠨ ᠴᠡᠩᠭᠡᠯ ᠰᠤᠮᠤ، [tosun čeŋgel sumu]) یک شهرستان (سُوم) در مغولستان است که در استان خوفسگول واقع شده‌است.

## تقسیمات اداری
شهرستان توسون‌چِنگِل متشکل از ۵ قصبه (باغ) می‌باشد، شامل:
- تیل (مغولی: Тээл баг، [Teel bag]؛ ᠲᠡᠭᠡᠯᠢ ᠪᠠᠭ، [tegeli baɣ])
- چِنگِل (مغولی: Цэнгэл баг، [Cengel bag]؛ ᠴᠡᠩᠭᠡᠯ ᠪᠠᠭ، [čeŋgel baɣ])
- سِلِنگه (مغولی: Сэлэнгэ баг، [Selenge bag]؛ ᠰᠡᠯᠡᠩᠭᠡ ᠪᠠᠭ، [seleŋge baɣ])
- سول‌اولان (مغولی: Сүүл Улаан баг، [Süül Ulaan bag]؛ ᠰᠡᠭᠦᠯ ᠤᠯᠠᠭᠠᠨ ᠪᠠᠭ، [segül ulaɣan baɣ])
- موخارخوندی (مغولی: Мухар хөндий баг، [Muxar xöndij bag]؛ ᠮᠤᠬᠤᠷ ᠬᠥᠨᠳᠡᠶ ᠪᠠᠭ، [muqur köndei baɣ])